# فساد سیاسی
فساد سیاسی یا فساد بزرگ به استفاده از قدرت از جانب مقامات دولت در بالاترین سطوح و افراد منتخب شامل قانونگذاران، یا شبکه مرتبط با ایشان به منظور کسب منافع نامشروع خصوصی (فردی یا گروهی) گفته می‌شود. فساد سیاسی مشخصاتی را نشان می‌دهد که به تمامی بخش‌های جامعه گسترش میابد، فساد اقتصادی، فساد علمی و غیره، که همگی فسادهای سیاسی هستند که در نهادها و قوانین سیاسی ظاهر می‌شوند که به درستی شکل نگرفته‌است. فساد سیاسی در فرآیندهای سیاسی ظاهر می‌شود و در ارتباط بین بازیگران سیاسی رخ می‌دهد که در فرآیندهای سیاسی نقش دارند. بازیگر سیاسی که به دلیل فساد سیاسی، از حق تصمیم‌گیری برخوردار شده، از قدرت سیاسی و اختیاراتش برای نقض قوانین، قواعد و همچنین معیارهای اخلاقی استفاده می‌کند. فساد رفتاری است که وظایف رسمی یک نقش همگانی (دولتی) را به منظور یک توجه خصوصی (شخصی، خویشاوندان نزدیک، محفل خصوصی، منافع مالی یا موقعیتی، یا نقش قوانین در قبال انجام نوع خاصی از تأثیرات توجه شخصی) منحرف می‌نماید. فساد شامل اشکال مختلفی از جمله رشوه، اخاذی، دریافت تسهیلات، کلاهبرداری، تبانی ، خویشاوندسالاری و اختلاس می‌باشد.

## علل و عوامل تسهیل‌کننده فساد

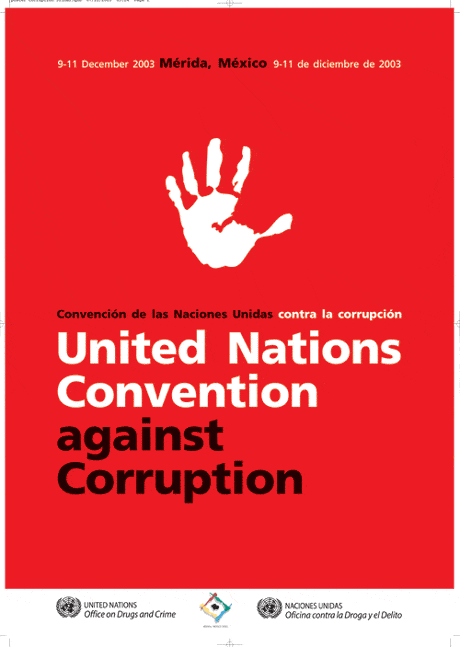
کنوانسیون سازمان ملل متحد علیه فساد

ضعف و ناکارآمدی حکومت یکی از اساسی‌ترین علل فساد است. یکی دیگر از دلایل فساد برخورداری از اختیارات بیش از حد است. در فساد سیاسی ساختار قدرت متمرکز است، رقابت سیاسی وجود ندارد و مکانیسم مسئولیت پذیری بسیار ضعیف است. انواعی از عوامل سیاسی، اقتصادی، اجتماعی فساد را تسهیل می‌کنند. موضوع حائز اهمیت آن است که فساد در محیطی که در آن یک تمایل جمعی به سمت دربر گرفتن چیزی فراتر از منافع شخصی جریان دارد رشد می‌کند. فساد یک سلسله از تعاملات و ارتباطاتی است که در داخل و بیرون از پیکره همگانی جامعه جریان دارد. رفتار این فساد همگانی یا حتی سیستماتیک است. همچنین هرگاه مسئولیت پذیری ضعیف و از اهمیت کمی برخوردار است و تصمیمات به وفور بر اساس صلاحدیدشخصی و برخوردار از اختیارات بیش از حد صورت می‌پذیرد، فساد رونق میابد. قابل ذکر است که دموکراسی به خودی خود منجر به کاهش فساد نمی‌گردد.

## تأثیرات فساد
در سیاست، فساد دموکراسی و حکومت داری مناسب را از طریق استهزاء و حتی براندازی فرآیندهای رسمی تضعیف می‌نماید. فساد در انتخابات و قانونگذاری، مسئولیت پذیری را کاهش می‌دهد و نمایندگی مردم در سیاست گذاری را تحریف می‌نماید. فساد در قوه قضائیه، حاکمیت قانون را به خطر می‌اندازد، و فساد در مدیریت عام منجر به ارائه خدمات نا کارآمد می‌گردد. فساد برای جمهوری خواهان، یک اصل پایه محوریت فضیلت مدنی را نقض می‌نماید. فساد در رده‌های بالای اداری، فساد در رده‌های پایین را افزایش می‌دهد. یکی از عواملی که ارتباط منفی با فساد دارد، اعتماد است. «به‌طور کلی فساد ظرفیت نهادهای دولتی را فرسوده می‌نماید زیرا رویه‌ها نادیده گرفته می‌شوند، منابع به فنا می‌روند، و دفاتر عمومی (خدمات دولت) خریداری شده و به فروش می‌روند. فساد مشروعیت دولت و ارزشهای دموکراتیک مثل اعتماد و بردباری را تضعیف می‌نماید. شواهد نشان می‌دهد که فساد و رشوه خواری می‌تواند منجر به تأثیرات منفی در اعتماد به نهادها گردد.» در حضور فساد سیاسی، نهادهای دموکراتیک در طول زمان عملکرد خود را از دست می‌دهند. در نتیجه فساد دولتی گروه‌های فشار و مصلحتی رشد می‌کنند. همچنین ارتباط تنگاتنگی بین فساد سیاسی و توسعه و تغییراتی که در ساختار اقتصادی- اجتماعی واقع می‌شود وجود دارد. به‌طور موازی با تغییرات ساختار اقتصادی-اجتماعی، فساد سیاسی بیشتر رواج میابد.

## نرخ فساد در کشورهای جهان

فساد سیاسی

رنکینگ بهترین کشورهای سال ۲۰۲۰، با مشارکت گروه BAV، یکی از واحدهای شرکت ارتباطات مارکتینگ جهانی VMLY&R و همچنین مدرسه مدرسه وارتون دانشگاه پنسیلوانیا، بر اساس مطالعه و بررسی بیش از ۲۰٫۰۰۰ شهروند در جهان و در چهار منطقه برای ارزیابی مشاهدات در ۷۳ کشور با در نظر گرفتن ۷۵ معیار متفاوت تهیه گردید. جدول زیر که با بررسی این گزارش در سایت Usnews استخراج گردیده‌است، شامل نرخ فساد، توزیع مناسب قدرت سیاسی، شفافیت دولت، و برخورداری از چارچوب قانونی مناسب مربوط به چندین کشور می‌باشد. این ارقام ارتباط بین این عوامل را به درستی نشان می‌دهد. به‌طور مثال در آلمان که نرخ فساد بسیار ناچیز است، نرخ توزیع مناسب قدرت سیاسی بسیار چشمگیر است. در این کشور نرخ شفافیت دولت نیز بالاست. ولی با مقایسه دو کشور چین و مالزی به نتایج متفاوتی می‌رسیم. این دو کشور با اینکه دارای نرخ بسیار پایینی از توزیع مناسب قدرت سیاسی و شفافیت دولت هستند، ولی نرخ فساد چشمگیری مانند عربستان سعودی و روسیه ندارند. شاید دسترسی دو کشور روسیه و عربستان به ثروت حاصل از منابع بینظیر طبیعی موجب رونق فساد می‌گردد زیرا این دولتهای ضعیف و نا کار آمد می‌توانند با صرف هزینه‌های هنگفت همچنان موقعیت خود را حفظ نمایند و در راس قدرت بمانند.
در ایالات متحده آمریکا اوضاع به گونه دیگریست. با اینکه نرخ توزیع مناسب قدرت سیاسی و شفافیت دولت کمتر از پنجاه است، لیکن نرخ فساد دولت بسیار اندک است. این مقایسه نشان دهنده وجود سایر عوامل مؤثر است که بایستی جداگانه بررسی گردند.
در جدول زیر، کشور هند با بیش از یک میلیارد جمعیت از ضعیفترین چارچوب قانونی برخوردار است. در این کشور نرخ توزیع مناسب قدرت و شفافیت دولت بسیار اندک است و نرخ فساد نیز رقم قابل توجهی است.
|                            | آلمان | انگلستان | آمریکا | ترکیه | عربستان | امارات | مصر  | روسیه | هند  | چین  | ژاپن | کره جنوبی | مالزی |
| نرخ فساد                   | ۰/۱   | ۰/۱      | ۴      | ۶۱/۷  | ۸۵/۴    | ۴۸/۲   | ۷۱/۹ | ۸۰/۶  | ۷۳/۸ | ۳۷/۹ | ۰/۱  | ۵/۷       | ۳۷/۷  |
| نرخ توزیع مناسب قدرت سیاسی | ۹۶/۴  | ۸۸/۹     | ۴۱/۲   | ۷/۳   | ۱۱/۲    | ۲۲/۴   | ۲/۹  | ۱۶/۹  | ۱/۹  | ۹/۷  | ۶۷/۳ | ۲۷/۵      | ۳     |
| نرخ شفافیت دولت            | ۷۱/۸  | ۶۰/۳     | ۲۴/۵   | ۱/۶   | ۳/۴     | ۳/۸    | ۳/۶  | ۵/۸   | ۳/۲  | ۴/۱  | ۳۴/۱ | ۷/۹       | ۵/۴   |
| چارچوب قانونی مناسب        | ۱۰۰   | ۹۶/۴     | ۹۳/۴   | ۱۱    | ۳۲/۹    | ۷۰/۵   | ۸/۷  | ۴۶/۶  | ۱/۸  | ۶۰/۴ | ۹۹/۸ | ۷۴/۳      | ۱۶    |